# Roya anglica
Roya anglica là một loài Song tinh tảo trong họ Mesotaeniaceae, thuộc chi Roya.